# Lactoferrine
La lactoferrine (parfois dite « LF ») est une glycoprotéine de la famille des transferrines qui se lie au fer et a des effets bactériostatiques, bactéricides, antiviraux, immunomodulateurs, anti-inflammatoires et protecteur de la muqueuse intestinale. Une partie de ces effets biologiques serait liée à sa très forte affinité pour le fer. 
Son gène est LTF situé sur le chromosome 3 humain.
Elle est présente dans le lait cru. Ses concentrations dans le lait humain sont 5 à 10 fois plus élevées que dans le lait de vache laitière (150 mg/l). 

## Production
La concentration en lactoferrine du lait maternel décroit au cours du premier mois. Cette concentration reste supérieure à celle dans le lait de vache ou dans les laits maternisés.

## Mode d'action
La lactoferrine agit en régulant la réponse immunitaire cellulaire à différents niveaux. 
Chez des individus en bonne santé, elle serait en première ligne dans le système de défense immunitaire et protège des invasions infectieuses les ouvertures et orifices du corps, ce grâce à sa capacité unique à se lier au fer, utilisé par un vaste éventail d’organismes pathogènes et de tumeurs pour croître et se reproduire. 
Elle joue un rôle dans les premières lignes de défense contre les organismes pathogènes invasifs, probablement en les privant du fer nécessaire à leur croissance. Délivrée dans les zones d’inflammation par les granulocytes, elle limite la disponibilité du fer pour les envahisseurs pathogènes, les empêchant ainsi de l’utiliser pour se multiplier.
Elle pourrait également « lyser » directement la membrane cellulaire de certains organismes pathogènes.

## Métabolisme
La lactoferrine est trouvée dans certaines zones spécifiques du système nerveux central et plus particulièrement chez l'Homme dans la substance noire où on la trouve dans les neurones dopaminergiques et dans les cellules microgliales qui la produisent uniquement quand elles sont activées .
Chez le nourrisson, la lactoferrine n'est pas totalement dégradée dans le tube digestif. 
Un récepteur à la lactoferrine humaine a été identifié au niveau des cellules de l'endothélium de l'intestin chez le fœtus.

## Utilisation médicale

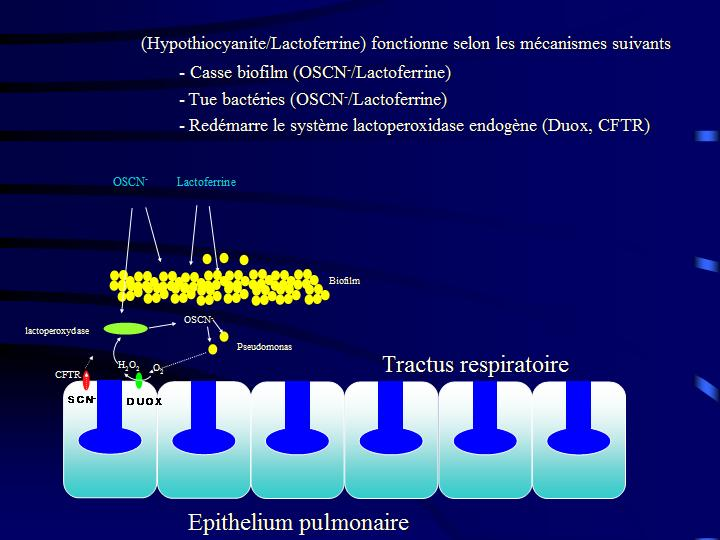
Schéma de defense du poumon

La lactoferrine bovine, en tant que complément alimentaire, est autorisée aux États-Unis. Son efficacité a été démontrée par de nombreuses études. 
- Elle réduit les problèmes infectieux chez les grands prématurés[16], dont le risque d'entérocolite nécrosante[17], mais cette efficacité n'est pas retrouvée dans toutes les études[18]. On notera néanmoins qu'elle est très utilisée en Asie et en particulier au Japon, où les poudres de lait infantile sont toutes enrichies en lactoferrine[19],[20].
- la lactoferrine est parfois prescrite en complément des traitements de l'anémie liée à la grossesse[21].

- elle présente une efficacité contre la mucoviscidose, maladie dans laquelle le poumon manquait à la fois de lactoferrine[22] et d'hypothiocyanite[23]. Ces travaux faisaient suite aux travaux[24],[25] signifiant que les poumons de malades atteints de mucoviscidose étaient infectés par des bactéries (pseudomonas aeruginosa, burkholderia cepacia) agglutinées en biofilm, lequel biofilm pouvait être inhibé par de la lactoferrine.
- la lactoferrine a aussi montré une activité antivirale contre plusieurs virus à ARN et contre des virus à ADN, dont le VIH[26], le virus Zika[27], le virus du Chikungunya[27], le virus de l'hépatite C [28], le virus Sindbis[29], le cytomégalovirus[30], l'herpes simplex[31], et le papillomavirus humain[32] ou encore contre le rotavirus[33].

La lactoferrine est reconnue comme un principe actif pharmaceutique par les agences Européennes EMEA et Américaines FDAdans le cadre d'une préparation pharmaceutique.
En raison de ses propriétés antivirales, immunomodulatrices et anti-inflammatoires, la lactoferrine a été proposée et testées dans le cadre du développement et recherche de médicaments contre la Covid-19, contre l'accrochage du SARS-CoV-2 sur sa cible. ACE2.

## Régulateur de l'assimilation du Fer (Fe)
La lactoferrine est un régulateur permettant l'assimilation du fer dans l'organisme. Cela pourrait paraître antinomique avec le fait que l'utilisation du lait UHT génère chez les jeunes enfants (bébés) une carence en fer si on ne rappelait que la lactoferrine est sensible aux traitements thermiques (>60 °C). Dès lors, il convient d'utiliser et/ou d'extraire la lactoferrine du lait cru ou microfiltré.
Ce rôle de régulateur de fer revient également à dire que chez la personne anémiée ou chez les grands sportifs, supplémenter en lactoferrine via l'utilisation de compléments alimentaires ou de lait cru/microfiltré ou via la consommation d'aliments riches en fer (lentilles, foie, abats) permet de retrouver très rapidement un taux de fer ou de ferritine normale.
La lactoferrine peut aussi aider des personnes utilisant des médicaments de type tardyféron, pour rétablir plus rapidement leur équilibre en fer mais aussi éviter la production de radicaux libres générés par l'utilisation des dits médicaments.